# QR法
QR法（きゅーあーるほう、QR algorithm）は、行列Aの固有値を求める方法の一つで、行列のQR分解を利用する反復計算法である。QR法は数値解析的に安定なアルゴリズムである。

## 手順
行列Aの次数をnとする。
まず
{\displaystyle A_{1}=A}
とおく。以下、
{\displaystyle A_{k}=Q_{k}R_{k}}
{\displaystyle A_{k+1}=R_{k}Q_{k}\left(=Q_{k}^{-1}A_{k}Q_{k}\right)}
{\displaystyle (k=1,2,\cdots ,m)}
と繰り返す。この繰り返し手順は相似変換であるため、行列A1の固有値と行列Akの固有値はすべて一致する
（ただし、固有ベクトルは必ずしも一致しない）。したがって、固有ベクトルを求める必要があれば、行列Am+1の固有値を求めた後、
行列Aに戻って各固有値に対応する固有ベクトルをそれぞれ求めなければならない。

## 特別な場合
行列Aが対称行列である場合、

相似変換後に得られる行列Am+1は
三重対角行列となる。

## 原点シフト付きQR法
上記の素朴な手順では、Akが収束するまで繰り返すQR分解の回数が多くなりやすい。
このため、上記の繰り返しの手順を
{\displaystyle A_{k}-\mu _{k}I=Q_{k}R_{k}}
{\displaystyle A_{k+1}=R_{k}Q_{k}+\mu _{k}I\left(=Q_{k}^{-1}AQ_{k}\right)}
{\displaystyle (k=1,2,\cdots ,m)}
と置き換えて、QR分解の回数を減らすことを狙う。
このような手順を原点移動付きQR法という。
シフト量μkの選びかたとして、Akの右下隅の2×2小行列の2つの固有値のうちで、
Akの右下隅の値に近いものを選択する方法がよく用いられる（ウィルキンソンのシフト）。
これまでにQR法について行なわれた研究や計算法の改良は多く、それらすべてを簡潔に紹介することは不可能である。
最近（2025年）の和書であれば、文献 およびそれに挙げられている参考文献などを参照されたい。